# Joe (film)
Joe è un film del 2013 diretto da David Gordon Green e con protagonisti Nicolas Cage e Tye Sheridan, adattamento dell'omonimo romanzo scritto da Larry Brown nel 1991.

## Trama
Gary Jones è un quindicenne con una vita difficile; suo padre Wade, un fannullone alcolizzato, picchia lui e la madre, compie reati di ogni genere, costringendo così la famiglia a trasferirsi continuamente in luoghi diversi. Arrivati in una cittadina del Texas, Gary inizia a cercare lavoro e viene assunto insieme a suo padre da Joe Ransom, un ex detenuto con una forte dipendenza dal tabacco e dalla birra, che cerca sempre di dare una mano a chi si è guadagnato la sua fiducia e ha bisogno di aiuto. Gary, lavorando con Joe e con il suo team, si occupa di avvelenare gli alberi deboli per facilitare il lavoro successivo dei boscaioli, e ottiene la stima del suo datore di lavoro. Tuttavia, la pessima condotta del padre di Gary causa il licenziamento di entrambi. Successivamente però, Joe scopre che il padre picchia Gary e gli ruba i soldi della paga, perciò decide di riprendere il ragazzo a lavorare con sé; il padre del ragazzo, invece, ozia tutto il giorno ed arriva a uccidere un barbone per rubargli una manciata di denaro e una bottiglia di vino, mentre la madre vive in uno stato di totale apatia e la sorella si chiude nel silenzio.
Il quindicenne, oltre ad essere nuovamente assunto, instaura progressivamente un rapporto di amicizia con il rude e sensibile texano, tanto da riconoscere in lui una vera figura paterna. La situazione familiare di Gary, però, precipita: il padre irrompe in casa e ruba i soldi accumulati dal figlio, oltre ad aggredirlo violentemente; successivamente, rapisce sua figlia per farla prostituire. Il giovane, fuori di sé, si reca da Joe, chiedendogli in prestito il furgone, determinato a raggiungere il padre per ucciderlo. Joe però non lo lascia andare da solo: giunto con lui nel luogo in cui il padre di Gary stava concedendo sua figlia, uccide un malvivente (che era già un vecchio rivale di Joe) e il suo complice che la stavano per stuprare, rimanendo tuttavia gravemente ferito nello scontro a fuoco. Allo stremo delle forze, Joe raggiunge il padre di Gary e gli spara senza mirare, ma lo manca; subito dopo l'uomo si suicida gettandosi da un ponte. Nel finale Gary torna sul luogo della sparatoria, accompagnato dalla polizia, e abbraccia Joe mentre questi muore. In seguito Gary trova un nuovo lavoro nell'agricoltura presso un amico di Joe.

## Distribuzione
Il film è stato proiettato in anteprima mondiale il 30 agosto 2013 in concorso alla settantesima edizione della Mostra internazionale d'arte cinematografica di Venezia e il 9 settembre alla trentottesima edizione del Toronto International Film Festival.
Negli Stati Uniti il film è stato distribuito a partire dall'11 aprile 2014, mentre in Italia il film è uscito nelle sale il 16 ottobre 2014, distribuito da Movies Inspired.